# Macskafogó
Pour plus de détails, voir Fiche technique et Distribution.
Macskafogó est un long métrage d'animation hongrois réalisé par Béla Ternovszky et sorti en Hongrie en 1986. C'est une coproduction entre la Hongrie, le Canada et l'Allemagne de l'Ouest. Le film, qui emploie la technique du dessin animé en deux dimensions, développe une intrigue policière humoristique dont les principaux protagonistes sont des souris et des chats, et contient plusieurs allusions parodiques à des films à succès.

## Synopsis
Sur la planète X, le peuple des souris est en danger : les chats gangsters, foulant aux pieds les anciens accords entre chats et souris, s'apprêtent à massacrer entièrement les souris. Au dernier moment, alors que les chefs des souris en sont venus à envisager de quitter la planète, un espion souris est envoyé en secret afin de découvrir les plans d'une machine qui pourrait sauver toutes les souris. Mais l'espion a fort à faire face aux chats gangsters et aux rats bandits qu'ils ont envoyés contre lui.

## Fiche technique
- Titre original : Macskafogó
- Réalisation : Béla Ternovszky
- Scénario : József Nepp
- Musique originale : Tamás Deák
- Image : Csaba Nagy, Mária Neményi, György Varga
- Montage : Magda Hap
- Animateur principal : József Gémes
- Sociétés de production : Pannónia Filmstúdió, Sefel Pictures International, Infafilm GmbH
- Distributeurs : Image Entertainment (États-Unis, édition en DVD)
- Pays de production :  Hongrie,  Canada,  Allemagne de l'Ouest
- Langue : hongrois
- Genre :  Comédie d'aventure
- Format : 1,37:1, couleur
- Durée : 96 minutes
- Date de sortie : 
  - Hongrie : 2 octobre 1986

## Box office
Le film est un succès en Hongrie à sa sortie avec plus de 1 080 000 entrées à l'issue de son exploitation en salles.

## Éditions en vidéo
En France, le film a été distribué en VHS sous le titre Super Souris et l'arme secrète,. Aux États-Unis, le film a été édité en DVD par Image Entertainment.

## Suite
Le film connaît une suite, Macskafogó 2 - A sátán macskája, du même réalisateur, qui sort en 2007.